# Акун-Пёрселл, Девон
Дево́н Аку́н-Пёрсе́лл (англ. DeVaughn Akoon-Purcell; род. 5 июня 1993, Орландо, Флорида, США) — американский баскетболист, играющий на позиции лёгкого форварда.

## Карьера
Свою студенческую карьеру Акун-Пёрселл начал в колледже	Восточной Оклахомы, где отыграл до 2014 года. Позже Девон перешёл в команду университета штата Иллинойс.
Не став выбранным на драфте НБА 2016 года, Акун-Пёрселл подписал контракт с датским клубом «Баккен Беарз». В своём первом сезоне привёл команду к золотым медалям чемпионата Дании, став лучшим снайпером и самым ценным игроком турнира. В сезоне 2017/2018 Девон вновь стал чемпионом Дании. Также вместе с командой дошёл до полуфинала Кубка Европы ФИБА.
В июле 2018 года Акун-Пёрселл отыграл в летней лиге НБА за «Денвер Наггетс», после чего подписал с командой двухсторонний контракт, по которому он также мог играть за «Делавэр Блю Коатс» в Джи-Лиге НБА. Всего Девон провёл за «Наггетс» 7 игр в НБА. После истечения контракта в середине декабря 2018 года клуб отказался от игрока.
19 декабря 2018 года Акун-Пёрселл подписал контракт на оставшуюся часть сезона с «Хапоэлем» (Тель-Авив). Однако 19 февраля 2019 года Девон расстался с клубом, сыграв всего в восьми играх.
В марте 2019 года перешёл в «Ле-Портель». Его средняя статистика в 12 матчах чемпионата Франции составила 9,1 очка и 2,5 подбора.
В конце сентября 2019 года Акун-Пёрселл присоединился к «Оклахома-Сити Тандер», но уже в середине октября команда отказалась от услуг игрока. Позже, в конце месяца, Девон перешёл в «Оклахома-Сити Блю». Он принял участие в 41 играх Джи-Лиги, в которых набирал в среднем 17,7 очка и 6,6 подбора.
В начале сентября 2020 года подписал месячный контракт с «Баккен Беарз». Провёл за команду 2 игры, после чего, в конце сентября, перешёл в «Тофаш». За 22 игры в чемпионате Турции, средняя статистика Девона составила 15,5 очка и 4 подбора.
В августе 2021 года перешёл в «Галатасарай». В составе команды играл в Лиге чемпионов, где по итогам турнира был включён во вторую символическую пятёрку.
В середине декабря 2022 года Акун-Пёрселл подписал контракт с «Локомотивом-Кубань», с которым стал серебряным призёром Единой лиги ВТБ и серебряным призёром чемпионата России. В 27 матчах Единой лиги ВТБ набирал в среднем 13,4 очка и 3,8 подбора.
В июне 2023 года Акун-Пёрселл продлил контракт с клубом.
В июне 2024 года Акун-Пёрселл перешёл в УНИКС.
В январе 2025 года Единая лига ВТБ предоставила Акун-Пёрселлу wild card для участия в «Матче всех звёзд».

## Достижения
- Серебряный призёр Единой лиги ВТБ: 2022/2023
- Бронзовый призёр Единой лиги ВТБ: 2024/2025
- Серебряный призёр Суперкубка Единой лиги ВТБ (2): 2023, 2024
- Чемпион Дании (2): 2016/2017, 2017/2018
- Серебряный призёр чемпионата России: 2022/2023
- Бронзовый призёр чемпионата России: 2024/2025